# Vrančiceïta
La vrančiceïta és un mineral de la classe dels sulfurs. Rep el nom de la localitat tipus, el jaciment de Vrančice, a la República Txeca.

## Característiques
La vrančiceïta és un sulfur de fórmula química Cu₁₀Hg₃S₈. Va ser aprovada com a espècie vàlida per l'Associació Mineralògica Internacional l'any 2023, i publicada el mateix any. Cristal·litza en el sistema triclínic. Químicament està relacionada amb la balcanita, la danielsita i la gortdrumita.
L'exemplar que va servir per a determinar l'espècie, el que es coneix com a material tipus, es troba conservat a les col·leccions del departament de mineralogia i petrologia del Museu Nacional de Praga, a la República Txeca, amb el número de catàleg: P1P 42/2022.

## Formació i jaciments
Va ser descoberta als abocadors de la mina antiga del mont Vraneč, a la localitat de Vrančice (Bohèmia Central, Txèquia). Aquest indret és l'únic a tot el planeta on ha estat descrita aquesta espècie mineral.